# Phlogophora gustavssoni
Phlogophora gustavssoni är en fjärilsart som beskrevs av Emilio Berio 1972. Phlogophora gustavssoni ingår i släktet Phlogophora och familjen nattflyn. Inga underarter finns listade i Catalogue of Life.